# A33 Excelsior
Тяжёлый штурмовой танк «Эксельсиор» (англ. Heavy Assault Tank «Excelsior», от англ. Excelsior — «Высочайший»), A33 — опытный тяжёлый штурмовой танк Великобритании периода Второй Мировой Войны. На вооружение принят не был.

## История
Опыт боёв в Северной Африке в 1941—1942 годах, а также появление в рядах британской армии американских средних танков привёл к серьёзному изменению «танковой политики» Генерального штаба британской армии. Было решено создать «универсальный танк», способный заменить пехотные и крейсерские танки. Для создания такого танка было решено использовать шасси только что принятого на вооружение Mk VIII «Кромвель». В 1942 году фирма Rolls-Royce представила два проекта нового танка, представлявших собой модернизированные «Кромвели». Проект А31 представлял собой Mk VIII с накладными броневыми листами, а А32 — Mk VIII с усиленным бронированием и улучшенной подвеской. Однако генеральный штаб признал оба проекта неудовлетворительными в виду увеличения массы танка и, как следствие, ухудшения ходовых качеств. В это же время фирма English Electric представила военным проект A33 «Excelsior» (рус. Высочайший). Предпочтение было отдано этому проекту и в 1943 году были построены два прототипа.
Но итоги испытаний военных не обрадовали. На испытаниях A33 «Excelsior» показал достаточно хорошую максимальную скорость по шоссе (39 км/ч) при плохой маневренности. Запас хода составлял 160 километров. Это заказчика не устраивало, в результате чего появился А33 с изменённой ходовой частью. Также было изменено бронирование ходовой части «Excelsior». Однако, пока шли испытания и доработки, создатели «Черчилля» исправили большинство недостатков машины, поставив на танки 75-мм и 95-мм орудия. В связи с этим производство A33 «Excelsior» сочли нецелесообразным.
В дальнейшем, на базе наработок English Electric, совместно с Rolls-Royce был разработан пятидесятидвухтонный тяжёлый танк A37, который, однако, не вышел за пределы проектной документации.

## Конструкция
Экипаж танка состоял из пяти человек: командир машины, водитель, радист (также исполнял обязанности пулемётчика), наводчик и заряжающий. Корпус танка А33 был аналогичен корпусу «Кромвеля». В качестве вооружения на танк устанавливались 75-мм пушка и два 7,92-мм пулемета BESA. Стоит отметить, что на первый прототип было установлено 57-мм орудие. Боекомплект состоял из 35 снарядов и 5000 патронов. Толщина бронирования лобового бронелиста достигала 114 мм. В вертикальном лобовом листе имелся люк механика-водителя (справа) и шаровая установка с 7,92-мм пулеметом BESA (слева). 

Второй прототип танка

Ходовая часть первого прототипа применительно к одному борту состояла из шести опорных катков и трех поддерживающих роликов. На втором прототипе использовалась ходовая часть с использованием подвески R\L «Heavy» и расширенных гусеничных траков от «Кромвеля». Стоит отметить, что практически все элементы ходовой части защищались экранами. На «Эксцельсиор» устанавливался 12-цилиндровый бензиновый двигатель Rolls-Royce «Meteor» мощностью 600 л. с., оснащенный жидкостной системой охлаждения. Скорость танка по шоссе составляла до 38,6 км/ч, а по пересечённой местности — до 19 км/ч.

## В массовой культуре
А33 «Excelsior» присутствует в MMO World of Tanks и World of Tanks Blitz/Tanks Blitz в качестве премиум-танка 5 уровня. Также в World of Tanks Blitz/Tanks Blitz присутствует приуроченная к Хеллоуину особая версия данного танка — «Меджай».
Также этот танк присутствует в ММО War thunder в качестве премиум-танка 3 ранга.
Этот танк есть в том числе и в ММО Ground War Tanks в роли кланового танка 5-го уровня